# Eduardo Campopiano
Eduardo Campopiano (Salerno, 8 aprile 1997) è un pallanuotista italiano, attaccante della De Akker Bologna e della nazionale italiana.

## Carriera

### Club
Nato a Salerno, cresce come pallanuotista al Circolo Nautico Salerno per poi trasferirsi alla Canottieri Napoli. Con la calottina giallorossa Under-20 vince lo scudetto nel 2014 e 2015 e nella stagione 2017-18 si laurea capocannoniere con 61 goal.
Il 1º luglio del 2019 passa alla Rari Nantes Savona, con cui disputa una finale di Coppa LEN nel 2023.

### Nazionale
Ha militato nelle nazionali giovanili vincendo la medaglia di bronzo con la Nazionale Under 17 ai Campionati europei di Malta del 2013, una medaglia d'argento Nazionale Under 20 ai Campionati mondiali di Almaty nel 2015, una medaglia d'argento con la Nazionale Under 19 ai Campionati europei di Alphen aan den Rijn del 2016 ed una medaglia di bronzo con la Nazionale Universitaria alle Universiadi di Taipei del 2017.
È stato portabandiera della delegazione italiana alla cerimonia d'apertura dei Giochi mondiali universitari di Chengdu 2023.

## Palmarès

### Nazionale
- Universiadi

Taipei 2017: 
Napoli 2019: 
Chengdu 2023: 
- Mondiali giovanili

Almaty 2015: 
- Europei giovanili

Malta 2013 (U17): 
Dutch 2016 (U19):